# Pomnik bohaterom walk z faszyzmem
Pomnik bohaterom walk z faszyzmem, lidově nazývaný Elza a česky Pomník hrdinům bojů proti fašismu, je velký vápencový památník ve městě Gorzów Śląski v okrese Olesno v jižním Polsku v Opolském vojvodství.

## Historie a popis díla
Netradiční dílo vytvořil polský sochař Jan Borowczak a bylo odhaleno v roce 1970. Hlavní motiv pomníku znázorňuje stojící oblečenou ženu, která ve zvednuté pravé ruce drží nad hlavou polskou orlici či holubici a v levé připažené ruce přidržuje sovětský samopal. Dílo připomíná 19. leden 1945, kdy Rudá armáda překročila řeku Prosna, která tvořila státní hranici mezi Polskem a Německem v období druhé polské republiky a také připomíná události následujícího dne, kdy bylo osvobozeno město Gorzów Śląski. Gorzów Śląski se tak stal prvním městem ve Slezsku, které se vrátilo k území Polska. U příležitosti 25. výročí těchto událostí byl postaven pomník věnovaný vojákům Rudé armády a polské armády, kteří bojovali proti fašimu. Po pádu komunistického režinu v Polsku, v rámci tzv. Dekomunizačního zákona (Ustawa dekomunizacyjna), měl být pomník zlikvidován, protože byl poplatný tehdejší době. Místní obyvatelé se za ponechání pomníku veřejně postavili a od demolice pomníku bylo nakonec upuštěno.

### Nápis na kamenné desce
U nohou ženy je kamenná deska s nápisem:
| „ | BOHATEROM WALK Z FASZYZMEM WYZWOLICIELOM ZIEM PIASTOWSKICH W XXV ROCZNICĘ WYZWOLENIA. Społeczeństwo Gorzowa Śląskiego - styczeń 1970 rok. | HRDINŮM BOJŮ S FAŠISMEM OSVOBODITELŮM PIASTOVSKÝCH ZEMÍ K XXV. VÝROČÍ OSVOBOZENÍ. Společenství Gorzowa Śląskiego - leden 1970 | “ |

## Galerie

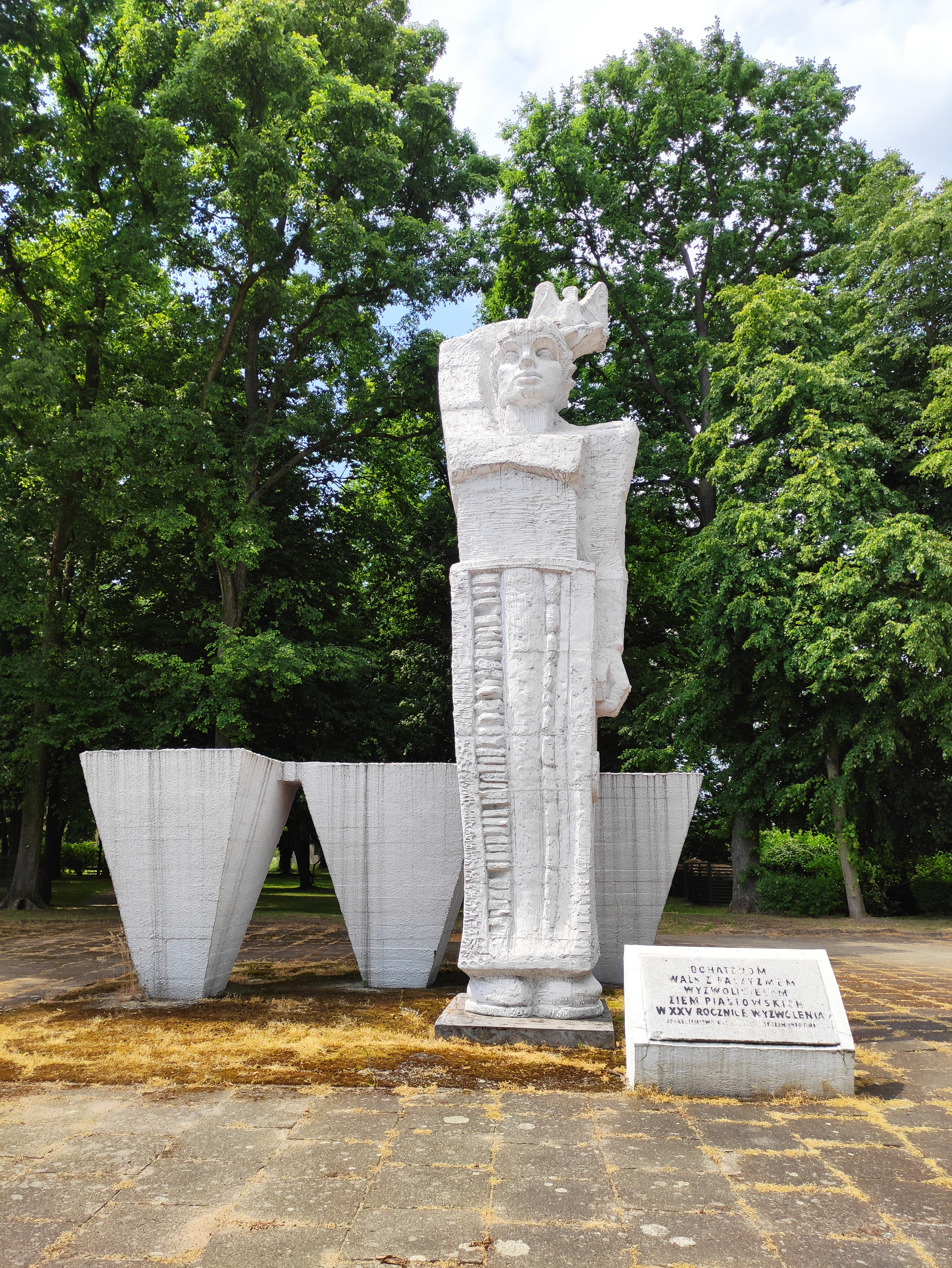
Čelní pohled
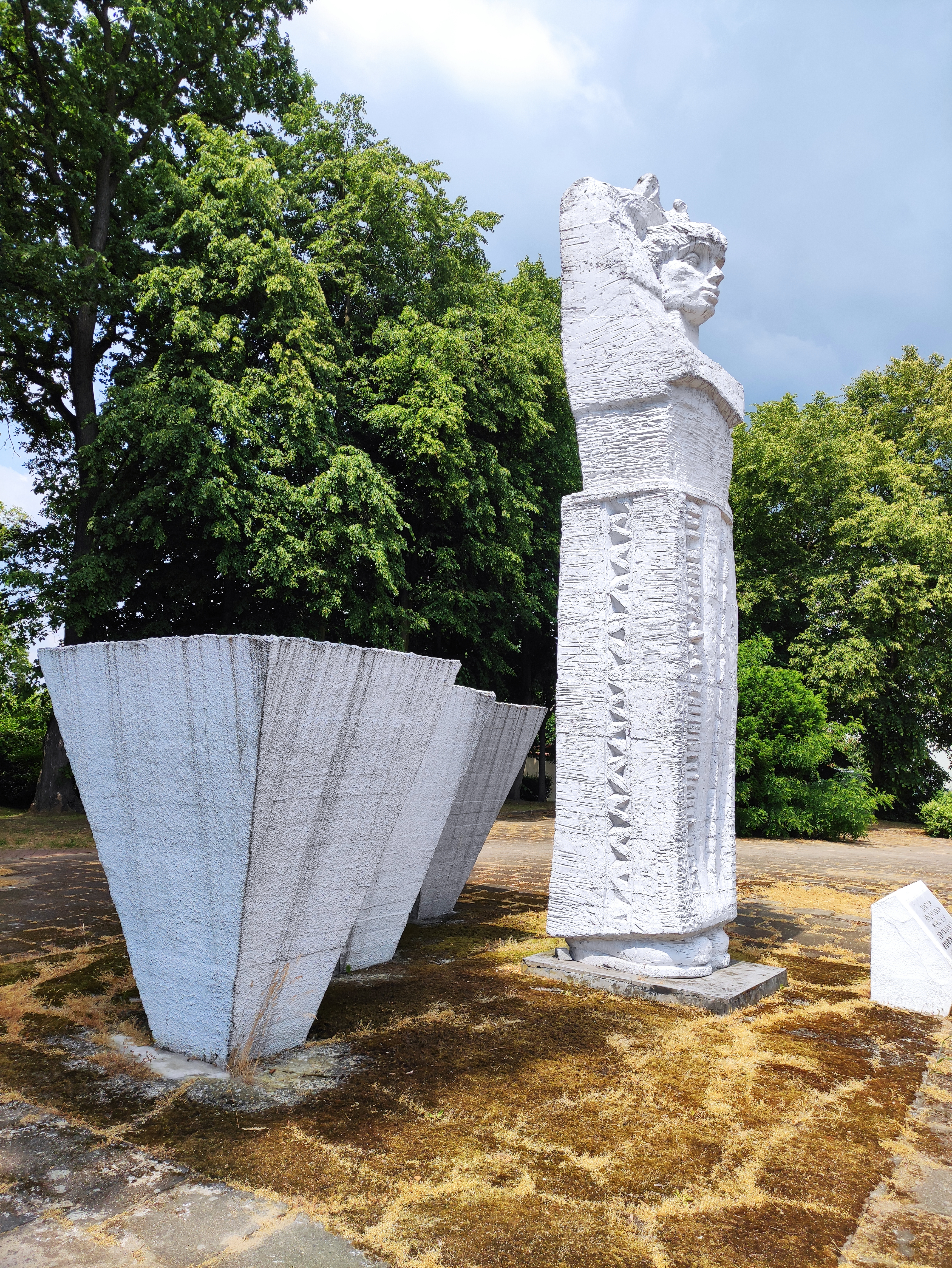
Boční pohled
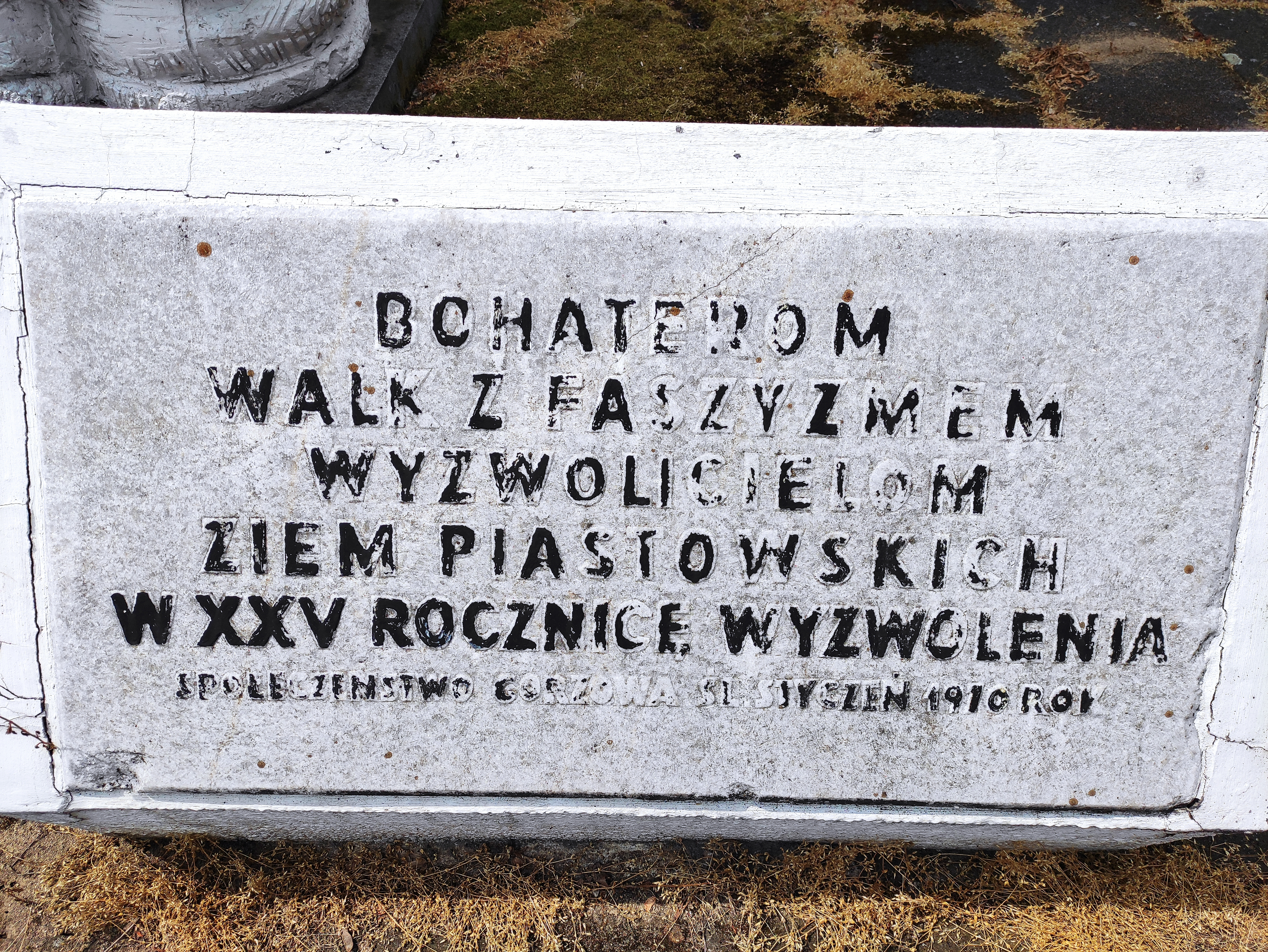
Pamětní deska u pomníku